# Eparces grandiceps
Eparces grandiceps är en stekelart som först beskrevs av Thomson 1891.  Eparces grandiceps ingår i släktet Eparces och familjen brokparasitsteklar. Arten är reproducerande i Sverige. Inga underarter finns listade i Catalogue of Life.